# Вооружённые силы Ливийской Арабской Джамахирии
Вооружённые силы Ливийской Арабской Джамахирии (ВС ЛАД) — обозначение вооружённых сил Великой Социалистической Народной Ливийской Арабской Джамахирии в период правления Муаммара Каддафи.

## История
Последним главнокомандующим ВС ЛАД (по совместительству министром обороны, т. к. отдельного министерства обороны не было) был Абу Бакр Юнис Джабер

## Описание
На начало 2011 года численность Вооружённых сил Ливийской Арабской Джамахирии составляла 76 000 человек.
На 2009 год оборонный бюджет составлял $1,71 млрд.

## Структура
Виды вооружённых сил:
- Сухопутные войска — численность 50.000 чел.
- Военно-воздушные силы — численность 8.000 чел.
- Военно-морские силы — численность 18.000 чел.
- Народная милиция (резерв) — численность 40.000 чел.

## Вооружение и военная техника

### 2011 год
На вооружении СВ Ливийской Арабской Джамахирии стояли:
- 800 танков (200 Т-72, 100 Т-62, 500 Т-55), на хранении стояли 155 единиц Т-72 и 1040 единиц Т-54/Т-55.
- 444 САУ (130 2С1, 60 2С3, 80 М77 Дана, 14 M109, 160 VCA 155 Palmaria),
- 647 буксируемых гаубиц (42 М101, 190 Д-30, 60 Д-74, 330 М-46, 25 МЛ-20),
- 830 РСЗО (300 Тип 63, 200 БМ-11, 230 Град, 100 RM-70), 500 миномётов 82/120/160 мм.

Войсковое ПВО состояло из 24 Crotale, 400 Стрела-2, неизвестного числа Стрела-10 и Стрела-1, 250 единиц ЗСУ «Шилка» и буксируемых систем.
На вооружении ВВС Ливийской Арабской Джамахирии стояли:
- 7 дальних бомбардировщиков Ту-22,
- 6 фронтовых бомбардировщиков Су-24,
- 187 истребителей (75 МиГ-23, 15 МиГ-23У, 94 МиГ-25, 3 МиГ-25У),
- 180 истребителей-бомбардировщиков (40 МиГ-23БН, 4 Mirage 5DP30, 14 Mirage F-1A (F-1AD), 3 Mirage F-1B (F-1BD), 15 Mirage F-1A (F-1AD), 53 Су-17М2 и Су-20)
- 7 разведчиков МиГ-25Р[4]

На вооружении ВМС Ливийской Арабской Джамахирии стояли:
- 2 ДЭПЛ проекта 641 с 10 533-мм торпедными аппаратами.
- 2 корвета проекта 1159 с 4 ПУ с ПКР П-15 «Термит».
- 1 малый ракетный корабль проекта 1234 с 4 ПУ с ПКР П-15 «Термит».
- 4 ракетных катера проекта 205 с 4 ПУ с ПКР П-15 «Термит».
- 7 ракетных катеров Combattante IIa[англ.] с 4 ПКР Otomat.